# خودشناسی (ودانتا)
خودشناسی (انگلیسی: Self-knowledge) رهایی از اغفال مایا با درک حقیقت میسر است، و با هیچ کردار دیگری مقدور نیست.
این درک حقیقت همان معرفت به همانندی برهمن است با خود(Self)، همان طوری که در گفتارهای فلسفی ودانتا(Vedanta) به تأیید رسیده‌است. چنین ادراکی از طریق لطف الهی، که نتیجه نگاه مستقیم استاد است، نصیب کسانی می‌شود که مستحق آنند.

## مأخذشناختدر ودانتا
1. به صورت آتمان.
2. به صورت جیوا.
3. حس باطن.

## سه صورت واقعیتذهنی
به صورت آتمان که حقیقت مطلق است و روشنائی آن قائم به خود اوست.
به صورت جیوا و به عبارت دیگر ضمیر تجربی که مربوط است به خود آگاهی و سایر ادراکات. این ضمیر تحت تأثیر تجارب عالم قرار می‌گیرد.
حس باطن که مرکز ادراک درونیِ مظاهر نادانی است. حس باطن به ادراکات صورت می‌بخشد و مخزن سوائق و تأثرات پیشین است. حس باطن تموجات تأثرات دیرینه را به ضمیر تجربی اضافه می‌کند، به طوری که این تأثرات ظاهر می‌شوند و قابل شناخت و ادراک می‌گردند.

## مراتب حس باطن
حس باطن با روشنایی خود، اشیای خارجی را منور می‌سازد و پردهٔ نادانی را منهدم می‌کند و بدینسان دو قطب آگاهی که یکی اساس ضمیر تجربی Jiva و آگاهی ذهنی بشمار می‌آید، و دیگری که اساس و محمل اشیای خارجی بوده و آگاهی عینی محسوب می‌شود، شکل و متصل می‌گردند.